# Уеб поща
Webmail (уеб базирана електронна поща) е услуга за предоставяне на електронна поща от уеб сървър с достъп през уеб браузър, за разлика от имейл клиентите, които съхраняват кореспонденцията на компютъра, като Microsoft Outlook, Thunderbird на Mozilla или Mail на Apple. За България популярни доставчици на такава услуга са АБВ Поща, Mail.bg, а глобално – Gmail, Yandex, AOL, Yahoo! Mail, Hotmail, ProtonMail и други.
Основно предимство на уеб базираната поща е, че потребителят има възможност за достъп до пощенската си кутия от всеки компютър, свързан с интернет по цял свят.

## История
Първата уеб базирана поща се нарича просто WebMail и е разработена на Perl от Лука Манунца, когато е работил в CRS4 в Сардиния. Първата работна версия е показана на 10 март 1995 г.; след това с изискване за регистрация на 30 март 1995.
През 1997 г. Hotmail (преди придобиването му от Microsoft, сега е Windows Live Hotmail) представя своята безплатна услуга, която се превръща в една от първите популярни уеб базирани електронни пощи. След въвеждането в употреба на Gmail през 2004 г. Google предизвиква период на бързо развитие на уеб базираната поща благодарение на новите функции на Gmail като JavaScript менюта, текстовобазирани реклами, както и на големия обем памет, предоставен за съхранение безплатно – започнал с 1 GB, той постоянно нараства и към средата на ноември 2012 г. е към 10 GB.
През октомври 2012 г. най-големите уеб базирани електронни пощи са Gmail, Hotmail и Yahoo! Mail, като броят на потребителите на всяка от тях по света надхвърля 280 милиона (с изключение на мобилните потребители).

## Услуги
Дори и при традиционно използваната електронна поща на базата на клиент-сървър технологията, съществува софтуер, който позволява на организациите да предлагат електронна поща за своите сътрудници не само през клиент за електронна поща, но и през браузър. Някои такива решения са с отворен код (като SquirrelMail, BlueMamba, RoundCube и IlohaMail), а други – не (като Outlook Web модул за достъп за Microsoft Exchange). От друга страна, има програми, които могат да симулират уеб браузър за достъп до уеб базирана поща, както ако са били съхранявани в POP3 или IMAP акаунт. Те обаче са чувствителни към промени в потребителския интерфейс на уеб услугата, тъй като той не е стандартен.
Някои доставчици на уеб поща предлагат достъп до интернет за други сървъри за електронна поща. Това позволява уеб достъп до пощенски кутии на места, където сървърът за електронна поща не предлага уеб интерфейс, или когато е желателно да се използва алтернативен интерфейс.

## Съвместимост
Има съществена несъвместимост за много популярни уеб базирани пощенски услуги като Yahoo! Mail, Gmail и Windows Live Hotmail. Поради различното интерпретиране на HTML таговете като <style> и <head>, както и несъответствия при възпроизвеждането на CSS (Cascading Style Sheets), компаниите за имейл маркетинг разчитат на по-стари (не толкова напреднали) техники при изпращането на междуплатформени електронни съобщения. Това означава по-широко използване на таблици и вътрешни стилове.